# Miguel Ángel Mayer
Miguel Ángel Mayer (Barcelona, 2 de diciembre de 1960) es médico y Doctor en Informática Biomédica (PhD) por el Departamento de Ciencias Experimentales y de la Salud de la Universidad Pompeu Fabra, Máster en Salud Pública (MPH) por el Instituto Europeo de Salud y Bienestar Social, Máster en Medicina Clínica (MSc) y Diplomado en Estadística (PgDp) por la Universidad Autónoma de Barcelona (UAB), especialista en Medicina Familiar y Comunitaria y es investigador senior en Informática Biomédica en el Instituto Hospital del Mar de Investigaciones Médicas (IMIM), para el estudio de la aplicación de las tecnologías de la información y la comunicación (TIC), la gestión de la información y el big data en Salud. Su investigación se centra en la reutilización de la Historia Clínica Electrónica para la investigación, la calidad de la información clínica, l promoción del uso de la tecnologías por parte de la ciudadanía y el análisis de las Redes Sociales en Salud. Profesor Asociado del Departamento de Ciencias Experimentales y de la Salud de la Facultad de Ciencias de la Salud y de la Vida de la Universidad Pompeu Fabra (Parque de Investigación Biomédica de Barcelona). Profesor Consultor de la Universidad Abierta de Cataluña en el Máster Oficial de la Sociedad de la Información y Conocimiento y en el Máster de Bioestadística y Bioinformática. Fue director del Programa de Certificación de Web Médica Acreditada del Colegio Oficial de Médicos de Barcelona hasta mayo de 2014.

## Biografía
Licenciado en Medicina y Cirugía por la Facultad de Medicina de la Universidad de Barcelona (UB), fundador del grupo de trabajo de vacunas de la Sociedad Catalana de Medicina de Familia en 1996. Investigador en diversos proyectos europeos sobre Salud Pública y nuevas tecnologías de Internet aplicadas como Web Semántica en el V Programa Marco (MedCIRCLE), Internet Safer Plan (QUATRO y QUATRO Plus), Directorate de Salud Pública, DGSANCO (MedIEQ) y en colaboración con la Organización Mundial de la Salud (VACSATC), la iniciativa INBIOMEDvision que promueve el uso de la Informática Biomédica, dentro del VII Programa Marco de Investigación y Desarrollo de la Unión Europea y en el proyecto European Medical Information Framework (EMIF) de la Innovative Medicines Initiative. Investigador en el Research Programme on Biomedical Informatics (GRIB) del Barcelona Biomedical Research Park (PRBB).
Componente del Consejo editorial de las revistas Atención Primaria y JANO de la editorial Elsevier y revisor en diversas revistas nacionales e internacionales como Gaceta Sanitaria, BMC Public Health, Journal of Biomedical Informatics o Journal of Medical Internet Research (JMIR).
Promotor e investigador principal de la primera "Guía de recomendaciones para usuarios de Internet con fines sanitarios" dentro del programa I+D+I del Fondo de Investigaciones Sanitarias (FIS) del Instituto de Salud Carlos III Ministerio de Sanidad y Consumo de España, 2008 (PI07/90015).
Desde 2022 Investigador Principal en el Hospital del Mar Barcelona en el uso secundario de datos, big data, Real World Data and Real World Evidence e Inteligencia Artificial.
Investigador principal y Head of the Data Science Unit en el Hospital del Mar de Barcelona y coordinador de la iniciativa Data Analysis and Real World Interrogation Network (DARWIN EU) de la Agencia Europea de Medicamentos (2022-2027) y en el European Health Data Evidence Network (EHDEN) del H2020 y de la Innovative Medicines Initiative (2018-2024). Actualmente es el coordinador de la iniciativa Observational Health Data Sciences and Informatics (OHDSI) Spanish Node del OHDSI Europe. Estas iniciativas utilizan los estándares Observactional Medical Outcomes Partnership (OMOP) Common Data Model (CDM).

## Publicaciones

### Selección
- Leis A, Ronzano F, Mayer MA, Furlong LI, Sanz F. Detecting Signs of Depression in Tweets in Spanish: Behavioral and Linguistic Analysis. [https://www.jmir.org/2019/6/e14199/;21(6):e14199 J Med Internet Res 2019;21(6):e14199]. DOI: 10.2196/14199
- Perera G, Pedersen L, Ansel D, Alexander M, Arrighi HM, Avillach P, Foskett N, Gini R, Gordon MF, Gungabissoon U, Mayer MA, Novak G, Rijnbeek P, Trifiró G, van der Lei J, Visser PJ, Stewart R. Dementia prevalence and incidence in a federation of European Electronic Health Record databases: the European Medical Informatics Framework resource. Alzheimer's & Dementia. 2018 Feb 1;14(2):130-9.
- Mayer MA, Gutiérrez Sacristán A, Leis Machin A, De La Peña S, Sanz F, Furlong LI. Using Electronic Health Records to Assess Depression and Cancer Comorbidities. Studies in Health Technology and Informatics. 2017; 235: 236-240. 2017.
- Roberto G, Leal I, Sattar N, Loomis AK, Avillach P, Egger P, van Wijngaarden R, Ansell D, Reisberg S, Tammesoo ML, Alavere H. L Pedersen, Cunningham J, Tramontan L, Mayer MA, Herings R, Coloma P, Lapi F, Sturkenboom M, van der Lei J, Schumie MJ, Rijnbeek P, Gini R. Identifying cases of type 2 diabetes in heterogeneous data sources: strategy from the EMIF project. PloS One. 2016 Aug 31;11(8):e0160648.
- Denecke k, Bamidis P, Bond C, Gabarron E, Househ M, Lau AY, Mayer MA, Merolli M, Hansen M. Ethical issues of Social Media usage in Healthcare. Yearb Med Inform 2015;10(3):137-47.
- Carbonell P, Mayer MA, Bravo A. Exploring Brand-name drug mentions on Twitter for Pharmacovigilance. Stud Health Technol Inform 2015;210:55-9.
- Cases M, Furlong LI, Albanell J, Altman RB, Bellazzi R, Boyer S, Brand A, Brookes AJ, Brunak S, Clark TW, Gea J, Ghazal P, Graf N, Guigó R, Klein TE, López-Bigas N, Maojo V, Mons B, Musen M, Oliveira JL, Rowe A, Ruch P, Shabo A, Shortliffe EH, Valencia A, van der Lei J, Mayer MA, Sanz F. Improving data and knowledge management to better integrate health care and research. J Intern Med 2013(4);321-8.
- Mayer MA, Leis A, Mayer A, Rodríguez-González A. How medical doctors and students should use social media: a review of the main guidelines for proposing practical recommendations. Stud Health Technol Inform 2012;180:853-7.
- Mayer MA, Karkaletsis V, Villarroel D, Leis A, Karampiperis P, Kukurikos A, Stamatakis K. Applying semantic web technologies to improve the retrieval, credibility and use of health websites. Health Informatics J. 2011 Jun;17(2):95-15.
- Lupiáñez F, Mayer MA, Torrent J. Opportunities and challenges of web 2.0 within the health care systems: an empirical exploration. Informatics for Health & Social Care. 2009;34(3):117-126.
- Karkaletsis V, Stamatakis K, Karampiperis P, Labský M, Růžička M, Svátek V, Amigó E, Pölla M, Mayer MA, Villarroel D. Management of Medical Website Quality Labels via Web Mining. En: Berka P, Rauch J, Abdelkader D (eds). Data Mining and Medical Knowledge Management: Cases and Applications. Medical Information Science Reference, IGI Global (USA), 2009; pp. 206-226.
- Mayer MA, Leis A, Lupiáñez F, Terrón JL, García Pareras L. Elaboración de guías prácticas para el uso responsable de la información obtenida en Internet con fines sanitarios. Actas del XII Congreso Nacional de Informática Médica. (Informed 2008). Sta. Cruz de Tenerife 2008, p: 62-68.
- Mayer MA, G. Pareras L, Leis A. La Web 2.0 se presenta como una nueva plataforma de gestión de la información médica. Aten Primaria. 2008; 40(1): 39-42.
- Mayer MA. Evaluación de los sistemas de acreditación de webs sanitarias. La experiencia de Web Médica Acreditada [tesis doctoral]. Barcelona: Universitat Pompeu Fabra; 2006. ISBN 978-84-690-3932-8
- Mayer MA, Karkaletsis V, Archer P, Ruiz P, Stamatakis K, Leis A. Quallity Labelling of Medical Web Content. Improving the Quality to Health Information: an international perspective. Health Informatics Journal 2006; 12: 81-87.
- Mayer MA, Leis A. El correo electrónico en la relación médico-paciente: uso y recomendaciones generales. Aten Primaria 2006; 37(7): 413-417.
- Mayer MA, Karkaletsis V, Stamatakis K, Leis A, Villarroel D, Thomeczek C et al. MedIEQ – Quality Labelling of Medical Web Content Using Multilingual Information Extraction. Stud Health Technol Inform. 2006;121:183-90.
- Mayer MA, Leis A, Sarrias R, Ruiz P. Web Mèdica Acreditada Guidelines: Reliability and Quality of Health information on Spanish-language websites. En: R. Engelbrecht et al (Eds).Connecting Medical Informatics and Bioinformatics. Proc MIE 2005; 1(1):1287-92.
- Kohler C, Darmoni SD, Mayer MA, Roth-Berghofer T, Fiene M, Eysenbach G. MedCIRCLE - The Collaboration for Internet Rating, Certification, Labelling, and Evaluation of Health Information. Technology and Health Care, Special Issue: Quality e-Health. Technol Health Care. 2002;10(6):515.
- Mayer MA. Acreditar Webs de contenido sanitario, ¿necesidad imposible?. Med Clin (Barc) 2001:116 (13):496-497.
- Sarrias R , Mayer MA, Latorre M. Accredited medical web: an experiencie in Spain. J Med Internet Res 2000 (Sep 13); 2(suppl2):e5.